# Zach Cunningham
Zachary Daniel Cunningham (Pinson, Alabama, 2 de diciembre de 1994) más conocido como Zach Cunningham, es un jugador profesional estadounidense de fútbol americano que se desempeña en la posición de linebacker en Philadelphia Eagles, equipo de la National Football League (NFL).

## Carrera
Fue seleccionado en la segunda ronda en la Reunión Anual de Selección de Jugadores de la NFL de 2017. Hizo su debut profesional con el equipo Houston Texans, en el cual jugó cinco temporadas (2017-2021), después pasó a Tennessee Titans (2021-2023), luego a Philadelphia Eagles, donde lleva jugando una temporada.